# باول لورد
باول لورد (بالإنجليزية: Paul Lord)‏ هو لاعب إسكواش بريطاني، ولد في 13 ديسمبر 1969.

## وصلات خارجية
- باول لورد على موقع SquashInfo.com (الإنجليزية)